# Kürsteneck
Die Kürsteneck ist ein Berg in Namibia mit einer Höhe von 1896 m über dem Meeresspiegel. Der Berg liegt nahe dem Döbra in den Erosbergen und rund 6 km westlich von Otjihase.